# أوردة راحية لأصابع اليد
الأَورِدَةُ الرَّاحِيَّة لأَصَابِعِ اليَد (بالإنجليزية: Palmar digital veins)‏، تتصل مع الشبكة الوريدية الظهرانية لليد عن طريق الأوردة بين الرؤوس السلامية لليد.
بعض المصادر تميز بين "الأوردة الراحية لأصابع اليد الصحيحة"، والتي هي أبعد، و "الأوردة الراحية لأصابع اليد الأصلية"، والتي هي قريبة أكثر.